# Aciuroides plaumanni
Aciuroides plaumanni är en tvåvingeart som beskrevs av Erich Martin Hering 1941. Aciuroides plaumanni ingår i släktet Aciuroides och familjen fläckflugor. Inga underarter finns listade i Catalogue of Life.